# Richard Thompson (friidrottare)
Richard Thompson, född den 7 juni 1985, är en friidrottare från Trinidad och Tobago som tävlar huvudsakligen på 100 meter.
Thompson deltog vid VM 2007 i Osaka där han slutade sist i sitt kvartsfinalheat. Han deltog även vid Olympiska sommarspelen 2008 där han blev silvermedaljör på 100 meter. I loppet, där han blev slagen bara av Usain Bolt, som för övrigt satte världsrekord i loppet, noterade han ett nytt personligt rekord med tiden 9,89.
Han deltog även i Trinidad och Tobagos stafettlag på 4 x 100 meter vilka blev silvermedaljörer efter Jamaica.
Vid VM 2009 var han i final på 100 meter där han slutade på femte plats på tiden 9,93. Han ingick även i stafettlaget på 4 x 100 meter som slutade tvåa bakom Jamaica.